# Distrito de La Esperanza (Santa Cruz)
El Distrito de La Esperanza es uno de los once que conforman la Provincia de Santa Cruz, del Departamento de Cajamarca, bajo la administración del Gobierno Regional de Cajamarca, en el norte central del Perú.
Desde el punto de vista jerárquico de la Iglesia católica forma parte de la Diócesis de Chiclayo, sufragánea de la Arquidiócesis de Piura.

## Historia
Fue creado como distrito el 23 de abril de 1923 por la Ley dada en el gobierno del Presidente Augusto Leguía.

## Población
La Esperanza cuenta con una población de 3 116 habitantes, y tiene una densidad aproximada de 52 habitantes por km² (INEI 2005). 

## Capital
La capital del distrito es la localidad de La Esperanza, situada a 1 700 m s. n. m.

## Autoridades

### Municipales
- 2011 - 2014[3]
  - Alcalde: HEBER HUGO SANCHEZ SAAVEDRA, de Cajamarca Siempre Verde – Fuerza 2019 - 2022 (CSV-K).
  - Regidores: Genry Gino Ruiz Santa Cruz (CSV-K), Elías Díaz Mego (CSV-K), Ladislao Cruz Saavedra (CSV-K), Milagros Ugaz Linares (CSV-K), Aníbal Dávila León (Cajamarca Siempre Verde).[4]
- 2019 - 2022
  - Alcalde: Heber Hugo Sánchez Saavedra.
- 2023- 2026
  - Alcalde: Henry Eberht Rojas Bazan.

### Policiales
- Comisario:  PNP.

### Religiosas
- Diócesis de Chiclayo[5]
  - Administrador apostólico: Mons. Ribert Francis Prevost, OSA.

### Personas destacadas
Segundo Francisco Burga Arriola.